# Helen Bøsterud

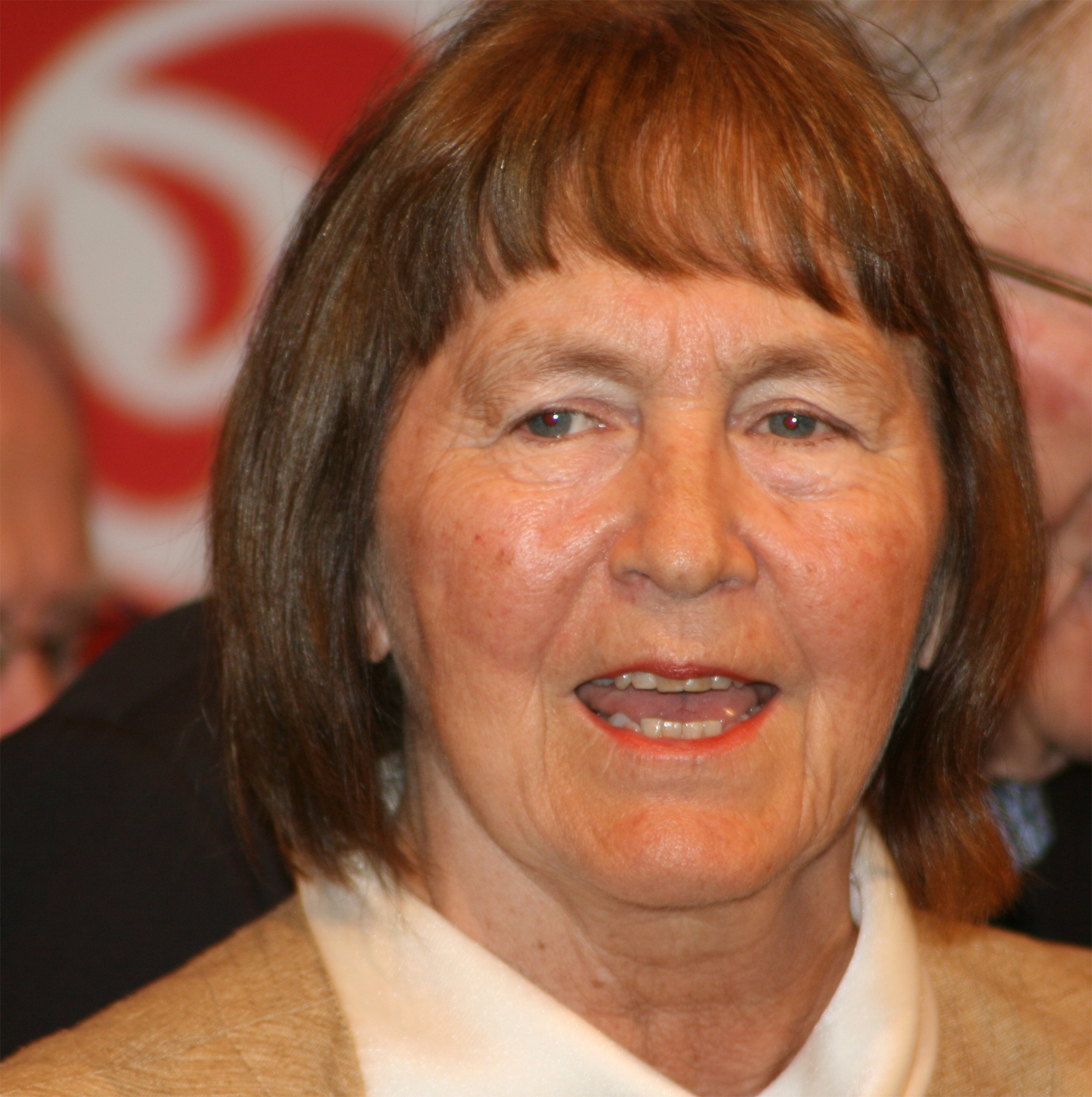
Helen Bøsterud (2009)

Helen Marie Bøsterud (* 15. Februar 1940 in Oslo) ist eine norwegische Politikerin der Arbeiterpartei (Arbeiderpartiet). Sie war von 1986 bis 1989 Justizministerin.

## Leben und Beruf
Helen Bøsterud wurde 1940 in Oslo als Tochter einer Haushaltshilfe und eines Verkäufers geboren. Sie legte ihr Lehrerinnenexamen 1961 ab und machte 1972/73 ein Fortbildung in Sonderpädagogik mit Spezialisierung auf hirngeschädigte Kinder. Von 1961 bis 1977 war sie als Lehrerin in Vestby tätig. Nach ihrem Ausscheiden aus dem Parlament leitete Bøsterud von 1993 bis 2003 das Direktorium für Zivilschutz.

## Politik
Von 1975 bis 1977 gehörte sie dem Bezirksrat (norwegisch fylkesutvalg) und von 1977 bis 1979 dem Provinzparlament (Fylkesting) der ehemaligen Provinz Akershus an. Bøsterud war von 1979 bis 1993 Abgeordnete für den Wahlkreis Akershus im Storting, dem norwegischen Parlament. Von 1977 bis 1980 gehörte sie dem Sozialausschuss an.
Von 1980 bis 1981 war sie Staatssekretärin im Sozialministerium in den Kabinetten Nordli und Brundtland I.
In den Jahren 1981 bis 1986 war die Arbeiterpartei in der Opposition. Bøsterud war von 1981 bis 1986 Vorsitzende des Justizausschusses und von 1985 bis 1986 Mitglied im erweiterten Außen- und Verfassungsausschuss sowie dem Kontrollausschuss. Nach der Rückkehr der Arbeiterpartei in die Regierung war Bøsterud von 1986 bis 1989 Ministerin für Justiz und Polizei im Kabinett Brundtland II.
In der Legislaturperiode von 1989 bis 1993 war die Arbeiterpartei wieder in der Opposition, Bøsterud gehörte erneut dem erweiterten Außen- und Verfassungsausschuss an und war Vorsitzende des Verteidigungsausschusses. Von 1992 bis 1993 gehörte sie dem Fraktionsvorstand der Arbeiterpartei an.